# Dětkovice (Olomouc)
Dětkovice è un comune della Repubblica Ceca facente parte del distretto di Prostějov, nella regione di Olomouc.